# Harry Tranchell
Carl Henrik (Harry) Tranchell, född 27 maj 1877 i Landskrona, Malmöhus län, död där 2 december 1952, var en svensk industriman. Han var son till Carl Tranchell och tvillingbror till Carl Fredrik Tranchell.
Tranchell var direktör vid sockerraffinaderiet i Landskrona och råsockerfabrikerna i Säbyholm och Kävlinge samt krutfabrikerna i Annelöv, Skånska Bomullskrutfabriks AB och AB Svenska Krutfaktorierna, från 1907, samt i Säbyholms Järnväg AB. Han var styrelseledamot i bland annat Landskrona-Lund-Trelleborgs Järnvägs AB, AB Förenade superfosfatfabriker och Kockums Mekaniska Verkstads AB. Han var även verkställande direktör i AB Restantia.
Tranchell var en av initiativtagarna till Kävlinge-Barsebäcks Järnväg och Landskrona-Kävlinge-Sjöbo Järnväg.